# Dysschema leonina
Dysschema leonina is een beervlinder uit de familie van de spinneruilen (Erebidae). De wetenschappelijke naam van de soort is voor het eerst geldig gepubliceerd in 1872 door Arthur Gardiner Butler.